# Puchar Zdobywców Pucharów (1998/1999)
XXXIX Puchar Europy Zdobywców Pucharów 1998/1999

(ang. European Cup Winners’ Cup)

## Runda kwalifikacyjna
| NK Rudar Velenje – Constructorul Kiszyniów 2:0 i 0:0 1 13.08 1998 1:0 Vidojevic 32, 2:0 Sumnik 90 2 27.08 1998 |
| FC Vaduz – Helsingborgs IF 0:2 i 0:3 1 13.08 1998 0:1 Stavnmi 9, 0:2 Wibrän 67 2 27.08 1998 0:1 Wibrän 43, 0:2 Edman 57, 0:3 Powell 67 |
| Lausanne Sports – Cement Ararat 5:1 i 2:1 1 13.08 1998 1:0 Celestini 29, 1:1 Oganesian 36, 2:1 Celestini 47, 3:1 Celestini 59, 4:1 Celestini 70, 5:1 Cavin 70 2 27.08 1998 0:1 Astrajan 39, 1:1 Douglas 66, 2:1 Hottiger 89 (mecz w Erywaniu)                                                                       |
| Cork City – CSKA Kijów 2:1 i 0:2 1 13.08 1998 1:0 Flanagan 20k, 2:0 Coughlan 42, 2:1 Rewut 90 2 27.08 1998 0:1 Cichmejstruk 40, 2:0 Leonienko 56 |
| Ekranas Poniewież – Apollon Limassol 1:2 i 3:3 1 13.08 1998 0:1 Špoljarić 17, 1:1 Stumbrys 38, 1:2 M. Charalambous 90 2 27.08 1998 1:0 Kalinisevas 6, 2:0 Vilenisids 9, 2:1 Špoljarić 52k, 2:2 Kavazis 60, 2:3 Špoljarić 89k, 3:3 Vamas 90                                                                          |
| Apolonia Fier – KRC Genk 1:5 i 0:4 1 13.08 1998 1:0 Zeqo 25, 1:1 Strupar 30, 1:2 Olivieri 35, 1:3 Beniamin 40, 1:4 Oularé 65, 1:5 Horvas 79 (mecz w Tiranie) 2 27.08 1998 0:1 Oularé 4, 0:2 N’Sumbu 83, 0:3 Strupar 85, 0:4 Strupar 90                                                                              |
| Bangor City – FC Haka 0:2 i 0:1 1 13.08 1998 0:1 Niemi 40, 0:2 Salli 60 2 27.08 1998 0:1 Ruhanen 29 |
| Lewski Sofia – Lokomotiw-96 Witebsk 8:1 i 1:1 1 13.08 1998 1:0 G. Iwanow 8, 2:0 G. Borysow 23, 3:0 G. Iwanow 32, 4:0 Donew 42, 5:0 G. Borysow 44, 5:1 Demekowiec 49k, 6:1 Radukanow 52, 7:1 Todorow 85, 8:1 G. Borysow 88 2 27.08 1998 0:1 Łazarow 56, 1:1 Siwkow 90 (mecz w Mińsku)                                |
| Liepājas Metalurgs – ÍBK Keflavík 4:2 i 0:1 1 13.08 1998 1:0 Bulders 61, 1:1 Tanasik 60, 2:1 Bulders 87, 3:1 Bulders 88, 4:1 Magdisauskas 89, 4:2 Gylfason 90 2 27.08 1998 0:1 H. Jönsson 29 |
| CS Grevenmacher – FC Rapid Bukareszt 2:6 i 0:2 1 13.08 1998 0:1 Sabau 13, 1:1 Krähen 38, 1:2 Pancu 63, 1:3 Dulca 66, 1:4 Stanciu 69, 2:4 Krähen 72, 2:5 Lupu 77k, 2:6 Mutica 82 2 27.08 1998 0:1 Pancu 53, Pancu 88 (mecz w Luksemburgu)                                                                            |
| Tallinna FC Lantana – Heart of Midlothian FC 0:1 i 0:5 1 13.08 1998 0:1 Makel 21 2 27.08 1998 0:1 J. Hamilton 18, 0:2 Fulton 29, 0:3 McCann 41, 0:4 Flogel 75, 0:5 Holmes 90 |
| Amica Wronki – Hibernians FC 4:0 i 1:0 1 13.08 1998 1:0 Kryszałowicz 36, 2:0 Przerada 56, 3:0 Sobociński 63, 4:0 Sobociński 75 2 27.08 1998 1:0 Kryszałowicz 70 (mecz w Rabat) |
| GÍ Gøta – MTK Budapeszt 1:3 i 0:7 1 13.08 1998 1:0 J.P. Olsen 8, 1:1 Kenesei 17, 1:2 Preisinger 19, 1:3 Szekeres 90 (mecz w Toftir na stadionie Svangaskarð) 2 27.08 1998 0:1 Kenesei 16, 0:2 Preisinger 34, 0:3 Haimai 37, 0:4 Ulés 62, 0:5 Kenesei 71, 0:6 Balaskó 73, 0:7 Kenesei 76                             |
| Glentoran F.C. – Maccabi Hajfa 0:1 i 1:2 1 13.08 1998 0:1 Mizrahi 23 2 27.08 1998 0:1 Mizrahi 16k, 1:1 Batey 42, 1:2 Mizrahi 81k |
| Wardar Skopje – Spartak Trnawa 0:1 i 0:2 1 13.08 1998 0:1 Ujlaký 76 2 27.08 1998 0:1 Tittel 83, 0:2 Luis Gomes 85 |
| FC København – Qarabağ Ağdam 6:0 i 4:0 1 13.08 1998 1:0 M. Nielsen 2, 2:0 Thominger 6, 3:0 P. Nielsen 13, 4:0 Goldbäk 20, 5:0 Falch 26, 6:0 P. Nielsen 40 2 27.08 1998 1:0 K. Jensen 64, 2:0 K. Jensen 70, 3:0 Newson 75, 4:0 Newson 84 (mecz w Baku) według losowania pierwszy mecz miał być grany w Azerbejdżanie |
| FK Partizan – Dinamo Batumi 2:0 i 0:1 1 13.08 1998 1:0 Bjeković 18, 2:0 Hic 34 2 27.08 1998 0:1 Siczinawa 28 |
| Wolny los: Chelsea F.C., S.S. Lazio, MSV Duisburg, RCD Mallorca, Paris Saint-Germain, sc Heerenveen, Newcastle United, SC Braga, Panionios GSS, FK Jablonec 97, Vålerenga Fotball, SV Ried, Lokomotiw Moskwa, Varteks Varaždin, Beşiktaş JK                                                                         |

## I runda
| NK Rudar Velenje – Varteks Varaždin 0:1 i 0:1 1 17.09 1998 0:1 Matas 90 2 01.10 1998 0:1 Kamberovic 7 |
| Panionios GSS – FC Haka 2:0 i 3:1 1 17.09 1998 1:0 Haylock 36, 2:0 Robbins 54 2 01.10 1998 1:0 Fissas 32, 2:0 Kouvalis 45, 3:0 Sapountzis 56, 3:1 Salli 75                                                                                  |
| SV Ried – MTK Budapeszt 2:0 i 1:0 1 17.09 1998 1:0 Strafner 19, 2:0 Brunmayer 64 (mecz w Linzu, na stadionie klubu LASK Linz) 2 01.10 1998 1:0 Strafner 10                                                                                  |
| Lewski Sofia – FC København 0:2 i 1:4 1 17.09 1998 0:1 Goldbæk 34k, 0:2 K. Jensen 75 2 01.10 1998 0:1 M. Nielsen 18, 0:2 L. H. Nielsen 49, 0:3 Thominger 59, 0:4 Thominger 76, 1:4 Łazarow 85                                               |
| sc Heerenveen – Amica Wronki 3:1 i 1:0 1 17.09 1998 1:0 Talan 38, 2:0 Mitrita 45, 2:1 Król 64, 3:1 Phalplatz 67 2 01.10 1998 1:0 D. de Nooijer 30                                                                                           |
| Heart of Midlothian FC – RCD Mallorca 0:1 i 1:1 1 17.09 1998 0:1 Marcelino 71 2 01.10 1998 0:1 A. López 50, 1:1 J. Hamilton 76 |
| Chelsea F.C. – Helsingborgs IF 1:0 i 0:0 1 17.09 1998 1:0 Leboeuf 43 2 01.10 1998 |
| MSV Duisburg – KRC Genk 1:1 i 0:5 1 17.09 1998 0:1 Reini 61, 1:1 Wedau 83 2 01.10 1998 0:1 Oularé 12, 0:2 Strupar 31, 0:3 Oularé 48, 0:4 T. Gudjönsson 72, 0:5 T. Gudjönsson 79 (mecz w Brukseli na stadionie Króla Baudouina I)            |
| Beşiktaş JK – Spartak Trnawa 3:0 i 1:2 1 17.09 1998 1:0 Metunet 9, 2:0 Oktay 21, 3:0 Ohen 49 2 01.10 1998 1:0 Oktay 45, 1:1 Formanko 49, 1:2 Timko 71                                                                                       |
| FC Rapid Bukareszt – Vålerenga Fotball 2:2 i 0:0 1 17.09 1998 1:0 Sumudica 51, 1:1 Carew 52, 2:1 Bundea 75, 2:2 Carew 88 2 01.10 1998 |
| Apollon Limassol – FK Jablonec 97 2:1 i 1:2 (dog), karne 4:3 1 17.09 1998 0:1 Fukal 39, 1:1 Kavazis 45, 2:1 Crištea 67 2 01.10 1998 0:1 Prohaška 24, 0:2 Prohaška 45, 1:2 Thenilstokleous 59 (mecz w Cieplicach na stadionie Na Stínadlech) |
| Newcastle United – FK Partizan 2:1 i 0:1 1 17.09 1998 1:0 Shearer 12, 1:1 Rašović 68k, 2:1 Dabizas 71 2 01.10 1998 0:1 Rašović 53k |
| S.S. Lazio – Lausanne Sports 1:1 i 2:2 1 17.09 1998 1:0 Nedved 37, 1:1 Douglas 54 2 01.10 1998 1:0 Salas 7, 1:1 Douglas 10, 2:1 Sergio Conceiçâo 26, 2:2 Rehn 84                                                                            |
| Paris Saint-Germain – Maccabi Hajfa 1:1 i 2:3 1 17.09 1998 1:0 Simone 82k, 1:1 Benajun 87 2 01.10 1998 0:1 Casey 57, 1:1 Ouedec 72, 1:2 Mizrahi 77, 2:2 Okocha 86, 2:3 Mizrahi 90                                                           |
| Liepājas Metalurgs – SC Braga 0:0 i 0:4 1 17.09 1998 2 01.10 1998 0:1 B. Ferreira 12k, 0:2 Karoglan 35, 0:3 B. Ferreira 60, 0:4 Elpidio Suva 84                                                                                             |
| CSKA Kijów – Lokomotiw Moskwa 0:2 i 1:3 1 17.09 1998 0:1 Charjaczew 24, 0:2 Dżanazija 51 2 01.10 1998 1:0 Beżenar 13, 1:1 Bułykin 19, 1:2 Bułykin 53, 1:3 Dżanazija 70                                                                      |

## II runda
| S.S. Lazio – FK Partizan 0:0 i 3:2 1 22.10 1998 2 05.11 1998 0:1 Krstajić 18, 1:1 Salas 43k, 2:1 D. Stanković 67, 3:1 Salas 76, 3:2 I. Iliev 85                                                                                           |
| Vålerenga Fotball – Beşiktaş JK 1:0 i 3:3 1 22.10 1998 1:0 Levemes 49 2 05.11 1998 0:1 Oktay 7, 0:2 Tayfur 38, 0:3 Oktay 42, 1:3 Haraldsen 62, 2:3 Kaasa 66, 3:3 Carew 73                                                                 |
| sc Heerenveen – Varteks Varaždin 2:1 i 2:4 (dog) 1 22.10 1998 1:0 D. de Nooijer 57, 1:1 Mumlek 63, 2:1 Hansma 89 2 05.11 1998 1:0 Samardzić 18, 1:1 Mumlek 67, 1:2 Kamberovic 80, 1:3 Kamberovic 99, 2:3 J. de Visser 114, 2:4 Mumlek 117 |
| KRC Genk – RCD Mallorca 1:1 i 0:0 1 22.10 1998 0:1 Dani 56, 1:1 Oularé 71 (mecz w Brukseli na stadionie Króla Baudouina I) 2 05.11 1998                                                                                                   |
| Panionios GSS – Apollon Limassol 3:2 i 1:0 1 22.10 1998 0:1 Spoljarić 14, 1:1 Sapountzis 22, 2:1 Haylock 39, 2:2 Spoljarić 43, 3:2 Robbins 57 2 05.11 1998 1:0 Sapountzis 18                                                              |
| Lokomotiw Moskwa – SC Braga 3:1 i 0:1 1 22.10 1998 1:0 Bułykin 21, 2:0 Bułykin 35, 2:1 Odair 47, 3:1 Czugajnow 59k 2 05.11 1998 0:1 Karoglan 11                                                                                           |
| Chelsea F.C. – FC København 1:1 i 1:0 1 22.10 1998 0:1 Goldbæk 81, 1:1 Desailly 90 2 05.11 1998 1:0 B. Laudrup 32 na podstawie wyników losowania pierwszy mecz miał być rozegrany w Kopenhadze                                            |
| SV Ried – Maccabi Hajfa 2:1 i 1:4 1 22.10 1998 0:1 Mizrahi 13, 1:1 Śliwowski 22, 2:1 Stramer 88 (mecz w Linzu na stadionie klubu LASK Linz) 2 05.11 1998 0:1 Mizrahi 32, 0:2 Casey 62, 1:2 Anicie 70, 1:3 Benajun 72, 1:4 Duro 90         |

## 1/4 finału
| Chelsea F.C. – Vålerenga Fotball 3:0 i 3:2 1 04.03 1999 1:0 Babayaro 9, 2:0 Zola 30, 3:0 Wise 85 2 18.03 1999 1:0 Vialli 13, 2:0 Lambourde 15, 2:1 Kjolner 26, 3:1 T. A. Flo 32, 3:2 Carew 42                                                                         |
| Lokomotiw Moskwa – Maccabi Hajfa 3:0 i 1:0 1 04.03 1999 1:0 Dżanaszija 47, 2:0 Dżanaszija 77, 3:0 Dżanaszija 89 2 18.03 1999 1:0 Czugajnow 72k |
| Varteks Varaždin – RCD Mallorca 0:0 i 1:3 1 04.03 1999 (mecz w Zagrzebiu) 2 18.03 1999 0:1 Ibagaza 53, 0:2 Paunovic 55, 0:3 Dani 75, 1:3 Balajić 88 |
| Panionios GSS – S.S. Lazio 0:4 i 0:3 1 04.03 1999 0:1 D. Stanković 3, 0:2 Gazis 14s, 0:3 D. Stanković 60, 0:4 Nedvěd 63 2 18.03 1999 0:1 Nedvěd 70, 0:2 D. Stanković 77, 0:3 de la Peńa 82 według losowania pierwszy mecz miał być rozegrany na stadionie klubu Lazio |

## 1/2 finału
| Chelsea F.C. – RCD Mallorca 1:1 i 0:1 1 08.04 1999 0:1 Dani 31, 1:1 T.A. Flo 50 2 24.04 1999 0:1 Biagini 15 |
| Lokomotiw Moskwa – S.S. Lazio 1:1 i 0:0 1 08.04 1999 1:0 Dżanaszija 61, 1:1 Bokšić 77 2 24.04 1999          |

## Finał
| 19 maja 1999 Birmingham Villa Park (30 000) S.S. Lazio – RCD Mallorca 2:1 (1:1) Sędzia: Günter Benkö (Austria) Bramki: 1:0 Christian Vieri 7, 1:1 Dani García 11, 2:1 Pavel Nedvěd 81 Żółte kartki: Siniša Mihajlović, Christian Vieri, Luca Marchegiani / Gustavo Siviero Lazio (trener Sven-Göran Eriksson): Luca Marchegiani – Giuseppe Favalli, Alessandro Nesta (kapitan), Siniša Mihajlović, Pavel Nedvěd (84 Attilio Lombardo), Dejan Stanković (56 Sergio Conceicao), Matias Almeyda, Roberto Mancini (91 Fernando Couto), Giuseppe Pancaro, Christian Vieri, Marcelo Salas Real Club Deportivo Mallorca (trener Héctor Cúper): Carlos Roa – Miquel Soler, Gustavo Siviero, Javier Olaizola (kapitan), Marcelino Sierra, Ariel Ibagaza, Jovan Stanković, Lauren, Vicente Engonga, Leonardo Biagini (73 Veljko Paunovic), Dani García |